# Félix Kouadjo
Félix Kouadjo (* 1939 in Binao; † 6. Mai 2012 in Abidjan) war ein ivorischer römisch-katholischer Geistlicher und Bischof von Bondoukou.

## Leben
Félix Kouadjo empfing am 16. März 1969 die Priesterweihe. Papst Johannes Paul II. ernannte ihn am 22. April 1996 zum zweiten Bischof von Bondoukou. Der Bischof von Yopougon, Laurent Akran Mandjo, spendete ihm am 20. Juli desselben Jahres die Bischofsweihe. Mitkonsekratoren waren der Erzbischof von Abidjan, Bernard Agré und der Apostolische Nuntius, Luigi Ventura.